# Laissac
Laissac korábbi község Franciaország Okcitánia régiójában, Aveyron megyében. Lakosainak száma 1711 fő (2018. január 1.). Laissac Arques, Bertholène, Palmas-d'Aveyron, Ségur és Palmas községekkel határos.
2016. január 1-jén Sévérac-l’Église korábbi községgel egyesült és az így létrejött Laissac-Sévérac l’Église új község része lett.

## Népesség
A település népessége az elmúlt években az alábbi módon változott:
| Lakosok száma | 1293 | 1275 | 1476 | 1395 | 1522 | 1556 | 1644 | 1676 | 1706 | 1711 |
|               | 1962 | 1968 | 1982 | 1990 | 2006 | 2008 | 2013 | 2015 | 2017 | 2018 |